# Península d'Ungava

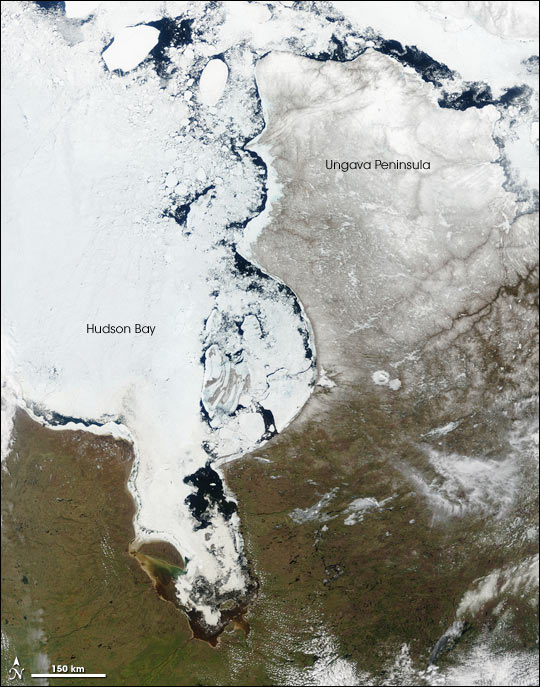
Situació de la península d'Ungava, a la dreta de la badia de Hudson.

La península d'Ungava és una península que es troba al nord de Nunavik, Quebec, Canadà. Es troba limitada a l'oest per les aigües de la badia de Hudson, al nord per les de l'estret de Hudson i a l'est per les de la badia d'Ungava. El nom és d'origen inuktitut i pot significar «aigües obertes», referint-se als inuits d'Ungava, que vivien a la desembocadura del riu Arnaud.

## Geografia
La península d'Ungava constitueix la part nord-occidental de la península del Labrador i té una superfície d'uns 250.000 km². Té una amplada, en direcció est-oest, d'uns 480 km i, en sentit nord-sud, d'uns 420 km. Administrativament pertany a la regió Nunavik, de la província canadenca del Quebec. La regió és relativament plana, amb només petits turons i un altiplà deshabitat a la part central amb una alçada entre 300 i 600 msnm.
La regió forma part de l'escut canadenc, una zona de roques del precambrià erosionades durant la darrera glaciació. Va ser el punt de partida de la glaciació Laurentina que abastava la major part de l'Amèrica del Nord, a l'est de les muntanyes Rocoses, ocorreguda fa uns 11.000 anys. La fusió completa de la coberta de gel en aquesta regió va tenir lloc només fa uns 6.500 anys.
A la regió hi ha moltes llacunes formades per les antigues glaceres, que desguassen en una multitud de rius que alimenten la badia de Hudson - rius Kogalucy i Povungnitok -, l'estret del mateix nom i la Badia d'Ungava - riu Arnaud (280 km), riu Fueilles (100 km) i riu Koksoak (140 km). A la península es troba el Cràter Pingualuit, un dels impactes de meteorit més ben conservats del món.
La península és rica en jaciments minerals, principalment d'amiant, níquel, coure, ferro i urani. Aquesta riquesa està en gran part sense explotar a causa dels elevats costos d'extracció.

## Població
Els aproximadament 10.000 habitants de la regió, majoritàriament inuit, viuen en 12 llogarets localitzats al llarg de la costa. El poble més gran, Kuujjuaq, és també la capital administrativa de Nunavik. Cap carretera connecta aquests pobles i el transport de mercaderies es fa gairebé exclusivament per via aèria, excepte algun transport fluvial durant el curt estiu. Els desplaçaments a l'estiu es fan en caiac o a peu i, durant l'hivern en moto de neu, que han substituït als tradicionals trineus tirats per gossos.

## Fauna, flora i clima
A la península d'Ungava hi predomina la tundra i el permafrost, ja que no s'hi troba cap mena d'espècie arbòria per estar situada per damunt del seu límit. El clima és polar, del tipus «ET» de la Classificació climàtica de Köppen. Cap corrent càlida oceànica hi passa a prop i el corrent del Labrador, molt freda, que passa per l'est, modifica qualsevol massa d'aire calent que s'hi acosti.

## Història

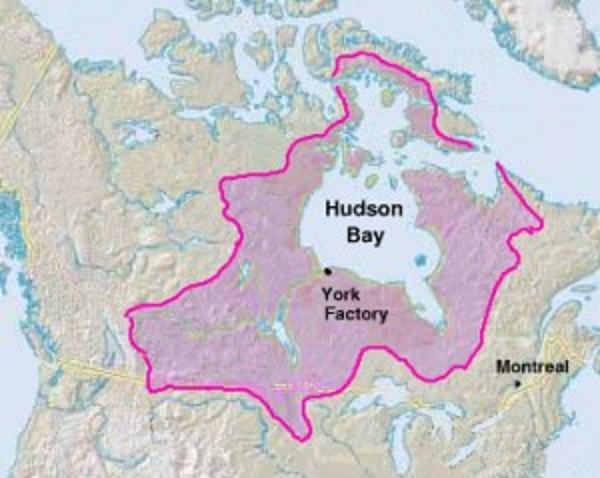
Terra de Rupert, inclosa la península d'Ungava.

Els inuits haurien arribat a aquesta regiço després de la fusió de la capa de gel, fa centenars d'anys, i viurien de la caça de foques. El 1610 l'explorador anglès Henry Hudson va reconèixer en vaixell tota l'àrea de la badia de Hudson i el 1670, el rei Carles II d'Anglaterra concedí el monopoli a la Companyia de la Badia de Hudson sobre la conca hidrogràfica de tots els rius i rierols que desemboquessin a la badia de Hudson —una àrea de 3,9 milions de km², més d'una tercera part de l'actual territori del Canadà—, sota el nom de Terra de Rupert. La companyia va establir centres comercials en tota la regií, cosa que va dur a les lluites franco-britàniques per la possessió d'aquella part d'Amèrica del Nord i que no finalitzaren fins a ser confirmada la sobirania del Regne Unit al Tractat d'Utrecht (1713). Els inuits que viuen a la regió seguiren practicant el comerç de pells quasi fins a la dècada de 1960.
El 1868, un any després de l'aprovació del «Acte de l'Amérique du Nord britannique» que va donar lloc al naixement del «Dominion de Canada», el Parlament de Londres autoritzà al govern a vendre la Terra de Rupert. El Consell Imperial de Londres cedí el territori al Domini del Canadà per decret de 23 de juny de 1870.
El 1895 el Parlament canadenc dividí tots els Territoris del Nord-oest en districtes, corresponent-li al Quebec la zona situada a l'est del districte d'Ungava. Comprenia l'actual territori del Nord-du-Québec, inclosa la península d'Ungava, part de l'Abitibi-Témiscamingue, incloses les zones de captació dels rius de la badia de James, part de la regió de Côte-Nord, la de les aigües que van cap al nord, i l'interior del Labrador, al nord del riu Churchill.
El 1898 la part meridional del districte d'Ungava al sud del riu Eastmain, al sud del paral·lel 52º, es va unir a la província de Quebec. El 1912 el Parlament canadenc aprovà la «Llei d'extensió de les fronteres de Quebec» que transferí la resta del Districte d'Ungava a la província de Quebec, prolongant el seu territori fins a l'estret de Hudson i la badia d'Ungava.